# Капитолийская волчица
Капитоли́йская волчи́ца (лат. Lupa Capitolina) — бронзовая скульптура, изображающая (примерно в натуральную величину) волчицу, вскармливающую молоком двоих младенцев — Ромула и Рема, легендарных основателей города Рима.
Датировка скульптуры, хранящейся в Капитолийских музеях, спорна. Изображение волчицы длительное время считалось произведением древних этрусков и датировалось по стилистическим признакам V веком до н. э. Новейшие датировки, сделанные в XXI веке, — по технологии литья, по радиоуглеродному анализу включений и другие — указывают на время Высокого Средневековья (XI—XII века н. э.).
Упоминания сходного произведения, находящегося в Риме, известны еще со времён античности, этот же сюжет изображён на множестве древнеримских монет. Считается, что волк был тотемом сабинов и этрусков, а скульптура перенесена в Рим в знак слияния римлян с этими народами.

## История
Впервые Капитолийская волчица упоминается в «Естественной истории» Плиния; по его словам, скульптура стояла на Римском форуме около священной смоковницы. Цицерон пишет, что скульптура располагалась на Капитолийском холме и однажды была поражена молнией; также он упоминает скульптуру «младенца, питающегося молоком волчицы».
Монах-летописец Бенедикт c горы Соракт (X век) пишет о «судилище, устроенном в Латеранском дворце, в месте, называемом [неразборчиво], а иначе — Матерью римлян», это позволяет делать предположение о нахождении скульптуры в Латеранском дворце с IX века.  Суды и казни «у Волчицы» упоминаются вплоть до 1450 года. По распоряжению Сикста IV изваяние перенесли в Палаццо-дей-Консерватори (1473). В конце XV века были отлиты бронзовые фигурки Ромула и Рема; работа приписывается мастеру Антонио дель Поллайоло. Гравюра на дереве, сопровождающая издание популярного в Средние века сборника «Чудеса града Римского» (лат. Mirabilia Urbis Romae, 1499), изображает Капитолийскую волчицу уже с мальчиками.
Во времена Бенито Муссолини Капитолийская волчица использовалась как пропагандистский символ, воплощавший стремление фашистского режима возродить Римскую империю. В 1960 году изображения скульптуры использовались на плакатах и эмблеме прошедших в Риме Олимпийских игр.
Копии скульптуры установлены в США, Испании, Бразилии, Македонии, Румынии, Молдове, Таджикистане, Швеции (в Миллесгордене, Стокгольм), Франции (Париж) и других странах.

## Пересмотр датировки
Авторство фигур младенцев Ромула и Рема, очевидно выполненных в другой манере, было зафиксировано документально. Их добавил к скульптуре Антонио дель Поллайоло в XV веке.
В 2006 году Анна Мария Карруба (Anna Maria Carruba), специалист по металлургии, реставрировавшая Капитолийскую волчицу, обнародовала свои выводы: по её мнению, скульптуру самой волчицы (не младенцев) не могли сделать раньше VIII—X веков. Дело в том, что в античности не умели отливать большие фигуры целиком: их делали по частям, а потом сваривали. Волчица же была изготовлена сразу и целиком.
В 2007—2008 годах ученые университета Салерно провели ряд анализов материала скульптуры, радиоуглеродное и термолюминесцентное датирование показало, что с вероятностью 95,4 % фигура волчицы была отлита между XI и XII веком нашей эры. 
В 2012 году было сделано официальное заявление, согласно которому, наиболее вероятная дата создания скульптуры находится между 1021 и 1153 годами.
В 2019 году радиоуглеродное исследование органических включений, извлеченных из внутренней части статуи, окончательно подтвердило дату создания волчицы XI-XII веками нашей эры.